# Гродненское производственное кожевенное объединение
РУП «Гродненское производственное кожевенное объединение» (РУП «ГПКО»; бел. Гродненскае вытворчае гарбарнае аб'яднанне) — белорусское предприятие, расположенное в Гродно.

## История
В 1928—1929 годах в Гродно был основан кожевенный завод, который в 1944 году вошёл в состав «Белкожобувтреста». В 1963 году путём объединения двух кожевенных заводов  (№ 4 и № 5) был создан объединённый Гродненский кожевенный завод. В 1988 году Гродненский кожзавод был преобразован в Гродненское производственное кожевенное объединение. В 2001 году предприятие преобразовано в республиканское унитарное предприятие.

## Современное состояние
Предприятие производит хромовую кожу для применения в обувной отрасли, кожу для перчаток и рукавиц, кожу для производства галантерейных изделий и обложек книг, шорно-седельную кожу, дублёные полуфабрикаты, кожу из спилка и другие виды кож. В связи с тем, что компания организована в форме РУП, её финансовая отчётность не раскрывается.